# Segariu
Segariu – miejscowość i gmina we Włoszech, w regionie Sardynia, w prowincji Sud Sardegna.
Według danych na rok 2004 gminę zamieszkiwało 1358 osób, 84,9 os./km². Graniczy z Furtei, Guasila i Villamar.